# 斎藤剛毅
斎藤 剛毅（さいとう ごうき、1936年8月29日 - ）は、日本の神学者、牧師。バプテストの教会史の研究で知られている。

## 経歴
1936年に東京で生まれる。1960年国際基督教大学を卒業する。伝道者になることを志、1963年に西南学院大学神学専攻科卒業後、明石市で開拓伝道を始める。
1969年に周囲の勧めで、米国のサザン・バプテスト神学大学院に留学して、バプテストの教会史の研究で哲学博士号を取得する。
1974年に帰国後、日本バプテスト連盟・長住バプテスト教会牧師に就任、同時に西南学院大学でバプテストの教会史を教える。
1987年より、アメリカにわたりジョージタウン大学の客員教授に就任する。1990年帰国して、福岡女学院大学人文学部で教え、後に同女学院院長を務めた。

## 著作
著書
- 『神と人とに誠と愛を - E.B.ドージャー先生の生涯とその功績』ヨルダン社出版事業部、1986年。
- 『バプテスト教会の起源と問題 - 信仰の自由を求めた人々』ヨルダン社、1996年。
- 『神の国をめざす旅人 - 一伝道者の苦悩と喜びの回想』ヨルダン社、1997年。
- 『初代教会の歩み』

編著
- 『資料・バプテストの信仰告白』ヨルダン社、1980年。

訳書
- P.T.フォーサイス『祈りの精神』ヨルダン社、1969年。
- P.T.フォーサイス、大宮溥と共訳『十字架の決定性』ヨルダン社、1989年。